# Lakeside (Wisconsin)
Lakeside es un pueblo ubicado en el condado de Douglas en el estado estadounidense de Wisconsin. En el Censo de 2010 tenía una población de 693 habitantes y una densidad poblacional de 6,72 personas por km².

## Geografía
Lakeside se encuentra ubicado en las coordenadas 46°40′30″N 91°50′3″O / 46.67500, -91.83417. Según la Oficina del Censo de los Estados Unidos, Lakeside tiene una superficie total de 103.06 km², de la cual 102.45 km² corresponden a tierra firme y (0.59%) 0.61 km² es agua.

## Demografía
Según el censo de 2010, había 693 personas residiendo en Lakeside. La densidad de población era de 6,72 hab./km². De los 693 habitantes, Lakeside estaba compuesto por el 96.54% blancos, el 0.29% eran afroamericanos, el 0.58% eran amerindios, el 0.29% eran asiáticos, el 0% eran isleños del Pacífico, el 0.72% eran de otras razas y el 1.59% pertenecían a dos o más razas. Del total de la población el 2.45% eran hispanos o latinos de cualquier raza.